# Санджар аль-Халабі
Алам ад-Дін Санджар аль-Халабі (? — 1293) — впливовий мамлюцький емір. Належав до саліхійя, тобто до мамлюків, куплених і навчених в період правління айюбідського султана Єгипту ас-Саліх Айюба (1240⁣ — ⁣1249 роки). Санджар аль-Халабі був хушдашем Бейбарса і багатьох інших відомих мамлюків — вони належали до однієї хушдашійя, тобто групи мамлюків одного устада (господаря), які разом тренувалися і були пов'язані узами братства і спільними цілями.
Після інтронізації в березні 1257 року п'ятнадцятирічного аль-Мансура Алі, син Айбека, Санджар аль-Халабі став атабеком (опікуном) юного султана, але незабаром був зміщений і заарештований Кутузом. Однак після битви при Айн-Джалуті (3 вересня 1260 року) Кутуз, який на той час став султаном, поставив Санджара наїбом (правителем) Дамаску.
Дізнавшись про вбивство Кутуза та узурпацію влади Бейбарсом, аль-Халабі оголосив себе незалежним правителем (наїб ас-салтана), але був зміщений силами Айдакіна аль-Бундукдара (17 січня 1261 року).
Попри свій заколот, Санджар був дружньо прийнятий Бейбарсом в Єгипті та призначений наїбом Халеба, одержавши ікта, відповідне його статусу (до цього у нього у володінні було лише 60 вершників). В 1271 році його заарештували за змову, але потім знову звільнили.
Після розгрому при Джасурі (21 червня 1280 року) бунтівного еміра Сункура аль-Ашкара, який проголосив себе незалежним правителем Дамаска, султан Калаун призначив Санджара наїбом Дамаска.
29 жовтня 1281 року він брав участь у розгромі монголів при Хомсі, борючись на лівому фланзі армії Калауна.
Близько 1283 року Санджар був заарештований султаном, який був стривожений його популярністю серед жителів Дамаска. Здобувши свободу, ймовірно, в правління Аль-Ашраф Халіля (1290-1293), він був відновлений у володінні своїми ікта і мирно помер у своєму ліжку в 1293 році.